# Виртензон, Хайнц
Хайнц Виртензон (нем. Heinz Wirthensohn; 4 мая 1951, Базель) — швейцарский шахматист, международный мастер (1977).
Чемпион Швейцарии (1979, 1981 и 1992). В составе сборной Швейцарии участник 10-и Олимпиад (1972—1982, 1986—1990 и 1996).

## Изменения рейтинга
| Графики недоступны из-за технических проблем. См. информацию на Фабрикаторе и на mediawiki.org. |